# Nideggen
Nideggen település Németországban, azon belül Észak-Rajna-Vesztfália tartományban. Lakosainak száma 10 397 fő (2023. december 31.). Nideggen Simmerath, Hürtgenwald, Kreuzau, Vettweiß, Zülpich és Heimbach községekkel határos.

## Népesség
A település népességének változása:
| Lakosok száma | 7143 | 9893 | 9855 | 9945 | 9945 | 10 204 | 10 419 | 10 397 |
|               | 1975 | 2015 | 2017 | 2018 | 2019 | 2021   | 2022   | 2023   |